# فرط الحساسية العاجية

مقطع عرضي لسن.الطبقة الغير عاجية مغطاة بالمينا أو الملاط واللثة

فرط الحساسية العاجية (DH, DHS) أو حساسية الأسنان المفرطة[بحاجة لمصدر] (بالإنجليزية: dentin hypersensitivity)‏ ويصطلح عليها أيضا بالأسنان الحساسة، حساسية الأسنان، حساسية العنق، وحساسية العنق المفرطة وهي ألم في العاج، ويتميز بكونه حاد ولفترة قصيرة، ينتج من سطح العاج المكشوف استجابة لمؤثر عادة ما يكون حراري، بخاري، لمسي، أوسموزي، كيميائي أو كهربائي؛ والذي لا يمكن أن يعزى إلى أي مرض سني آخر.
درجة من حساسية الأسنان المفرطة طبيعية، لكن الألم لا يتم تجربته بالعادة في نشاطاتنا اليومية مثل شرب المشروبات الباردة. لذلك؛ على الرغم من أن المصطلحين حساسية الأسنان والأسنان الحساسة يتم استخدامهم بالتبادل للإشارة إلى حساسية الأسنان المفرطة، المصطلح الأخير هو الأكثر دقة.

## الأعراض
الألم حاد ومفاجئ، ويكون استجابة لمؤثر خارجي. المؤثر الأكثر شيوعا في تحفيزه هو البرد، مع 75% من الناس ذوي الحساسية المفرطة يشكون من الألم عن التعرض إلى مؤثر بارد.
قد تؤدي أنواع أخرى من المؤثرات إلى تحفيز الألم في حساسية الأسنان المفرطة؛ بما فيها:
1.حراري – المشروبات والمأكولات الباردة والساخنة, الهواء البارد، مبرد المياه المتدفق من الأدوات السنية.
2.كهربائي – فاحص اللب الكهربائي
3.ميكانيكي –لمسي – المجس السني خلال فحص الأسنان، تقليح دواعم السن وكشط الجذر، تنظيف الأسنان.
4.أسموزي – محلول مفرط التوتر مثل السكريات
5.التبخر – التيار الهوائي من الأدوات السنية
6.كيميائي – الحمضيات، على سبيل المثال: غذائي، معدي، الخرش الحمضي خلال العلاج السني
تكرار وشدة الألم متفاوتة.

## الأسباب
المسبب الرئيسي لحساسية الأسنان المفرطة هو انحسار اللثة (اللثة المنحسرة) مع انكشاف سطح الجذر، ضياع طبقة الملاط وطبقة اللطخة، واهتراء السن. اللثة المنحسرة قد تكون علامة لصدمة طويلة الأمد من تنظيف الأسنان المفرط أو القوي، أو التنظيف بمعجون أسنان كاشط (تآكل الأسنان), أو علامة على التهاب دواعم السن المزمن (مرض اللثة). من الأسباب الأخرى الأقل شيوعا، التآكل الحمضي (على سبيل المثال، ذوعلاقة بداء ارتداد المعوي المريئي، فرط الشهية أو الاستهلاك المفرط للمأكولات والمشروبات الحمضية) ودواعم كشط الجذر. تبيض الأسنان هو مسبب معروف آخر للحساسية المفرطة. المسببات الأخرى
تشمل على تدخين التبغ، والذي يمكن أن يعمل على اهتراء الميناء وأنسجة اللثة، الأسنان
المتصدعة أو صرير الأسنان (صريف الأسنان).
يحتوي العاج على عدة آلاف من التركيب الأنبوبي المجهري الذي يشع باتجاه الخارج
من اللب؛ تلك الأنابيب العاجية عادة ما تكون 0.5-2 ميكروميتير في القطر. التغير في
تدفق السوائل البيولوجية الشبيهة بالبلازما الموجودة في الأنابيب العاجية قد تحفز
المستقبلات الميكانيكية الموجودة على الأعصاب الواقعة على الجانب اللبي، وبالتالي
تعزيز استجابة الألم. التدفق الهيدروديناميكي قابل للتزايد بالبرودة، ضغط الهواء، التنشيف، السكر، الحامض (مواد كيميائية المجففة), أو قوى تعمل على الأسنان.
المأكولات أو المشروبات الباردة أو الساخنة، والضغط الفيزيائي من المحفزات القياسية
لهؤلاء الأفراد ذوي حساسية الأسنان.
معظم ذوي الخبرة في هذا الموضوع ينصوا على أن ألم حساسية الأسنان المفرطة هو في الواقع استجابة فسيولوجية طبيعية للأعصاب في اللب السني الصحي، الغير ملتهب في الحالة التي يكون فيها الطبقات العازلة من اللثة والملاط قد فقدت. أي بمعنى، حساسية الأسنان المفرطة ليست شكل حقيقي من الألم الخفيف أو الألم المفرط. لمناقضة هذا الرأي، ليست كل سطوح العاج المكشوفة تسبب حساسية الأسنان المفرطة. يشير آخرون إلى أنه نظرا لوجود واضح للأنابيب العاجية في أماكن حساسية الأسنان المفرطة، قد يكون هنالك تزايد في تهتج اللب، مؤديا إلى درجة من الالتهاب الممكن عكسه.

## التشخيص
تشخيص حساسية الأسنان المفرطة قد يكون صعبا. هو تشخيص بالاستثناء، يتم الوصول له
عندما تكون جميع التفسيرات الممكنة الأخرى للألم قد تم استبعادها.
تاريخ المريض والفحص السريري الشامل مطلوب،
الفحص العام يشمل على اختبار حث الألم من خلال نفخ الهواء من
أداة سنية على المنطقة الحساسة، أو خدش خفيف بالمجس السني. إذا ما ظهرت نتيجة سلبية
لاختبار حث الألم، لا يوحي بضرورة علاج لحساسية الأسنان المفرطة، وينبغي السعي إلى
تشخيص آخر، مثل غيرها من أسباب الألم الفموي الوجهي.
التهاب اللب السني، ينتج حساسية مفرطة حقيقية للأعصاب في اللب السني. يصنف التهاب اللب
باللاعكسي عندما يتطور التهاب اللب بشكل لاعكسي إلى نخر لبي نتيجة الضغط على الدورة
الدموية الدقيقة للوريد ونقص تروية الأنسجة، ويصنف بالعكسي عندما يكون اللب مازال قادرا
على العودة إلى الحالة الصحية الغير ملتهبة، على الرغم من أن العلاج السني لازال مطلوبا لهذا.
التهاب اللب الاعكسي يمكن تميزه بسهولة عن حساسية الأسنان المفرطة. هنالك ألم شديد يصعب
تحديد موقعه، والذي يتفاقم مع المؤثرات الحرارية، والذي يستمر بعد إزالة المؤثر. هنالك أيضا
ألم عفوي تلقائي بلا أي مؤثر. التهاب اللب العكسي قد لا يمكن تميزه بسهولة عن حساسية
الأسنان المفرطة، ولكن عادة ما يكون هنالك بعض الإشارات الواضحة مثل تجويف تسوسي، صدع، وما إلى ذلك التي تدل على التهاب اللب. على عكس التهاب اللب، ألم حساسية الأسنان

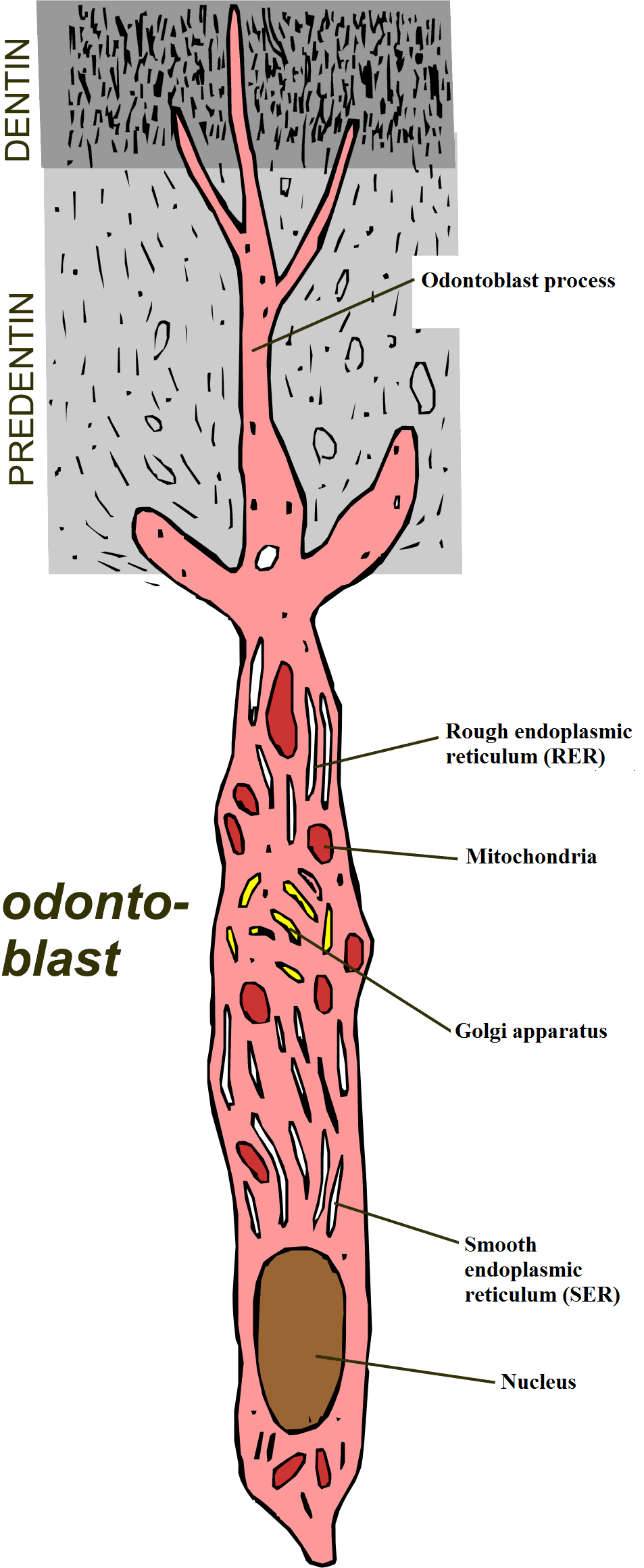
ارومة الخلية السنية تعرض نواتئ اللأرومة السنية (لا يتناسب - في الواقع هذه العملية هي أطول بكثير من جسم الخلية)

المفرطة قصير وحاد.

## علم الأوبئة
حساسية الأسنان المفرطة حالة شائعة نسبيا. بسبب الاختلافات في السكان التي تم دراستهم وطرق
الكشف، تتراوح الحالات المبلغ عنها من 4%-74%. قد يقوم أطباء الأسنان بالتقرير بشكل
متقاعس عن حساسية الأسنان المفرطة نظرا لصعوبة التشخيص ومعالجة هذه الحالة. عند استخدام الاستبيانات، الحالات المبلغ عنها عادة ما تكون أعلى مما كانت عليه عند استخدام الفحص السريري. بالإجمال، انه من المقدر أن تؤثر على نحو 15% من عامة السكان إلى حد ما.
يمكن أن تؤثر على الأفراد في أي عمر، على الرغم من أن الذين تتراوح أعمارهم ما بين 20-50 عاما أكثر عرضة للتأثر. الإناث بشكل طفيف أكثر عرضة للإصابة بحساسية الأسنان المفرطة مقارنة بالذكور. ترتبط الحالة بشكل شائع مع الأنياب العلوية والسفلية والأسنان ثنائية الشرف على الجانب الوجهي (الشدقي), وخاصة في أماكن فقدان ارتباط دواعم السن.

## التنبؤ
حساسية الأسنان المفرطة قد تؤثر على نوعية حياة الأفراد. بمرور الوقت، معقد عاج-اللب قد يتكيف مع الانخفاض في الانعزال عن طريق وضع عاج ثالثي، وبالتالي زيادة السمك بين اللب وسطح العاج المكشوف وتقليل أعراض الحساسية المفرطة. عملية مشابهة مثل تشكيل طبقة اللطخة (على سبيل المثال، من تنظيف الأسنان) وتصلب العاج. آليات الإصلاح الفسيولوجية تلك من المحتمل أن تحدث مع أو من دون أي شكل من أشكال العلاج، لكنها تستغرق وقتا.

## العلاج
لا يوجد هنالك علاج ذو معايير ذهبية مقبول عالميا، الذي يقوم على تخفيف ألم حساسية الأسنان المفرطة بشكل موثوق على المدى الطويل, وقد اقترح بالتالي العديد من العلاجات التي لها درجات متفاوتة من الفعالية عندما درست علميا. بشكل عام، يمكن تقسيمها إلى مكتبية (أي المقصود بها أن تطبق من قبل طبيب الأسنان أو طبيب الأسنان المعالج)، أو العلاجات التي يمكن القيام بها في المنزل، والمتاحة دون وصفة طبية أو بوصفة طبية. منتجات OTC هي الأكثر ملاءمة لحساسية الأسنان المفرطة الخفيفة إلى المعتدلة المرتبطة بالعديد من الأسنان، والعلاجات المكتبية لحساسية الأسنان المفرطة الشديدة والمتمركزة، المرتبطة بسن أو اثنين. العلاجات البسيطة، الغير غزوية التي يمكن القيام بها في المنزل يجب محاولتها قبل تنفيذ الإجراءات المكتبية.
آلية عمل هذه العلاجات المزعومة هي إما إغلاق الأنابيب العاجية (مثل الراتين، الويرنش، ومعاجين الأسنان) أو ازالة تحسس الألياف العصبية / سد الانتقال العصبي.
العلاجات المستخدمة لحساسية العاج المفرطة
| العلاجات المستخدمة لعاج فرط الحساسية | العلاجات المستخدمة لعاج فرط الحساسية |
| آلية العمل المقصودة                  | أمثلة |
| ------------------------------------ | --- |
| إزالة تحسس العصب                     | نترات البوتاسيوم |
| ترسيب البروتينات                     | غلوتارالدهيد نترات الفضة كلوريد الزنك السترونتيوم كلوريد هيكساهيدرات                                                                                  |
| سد الأنابيب العاجية                  | فلوريد الصوديوم فلوريد القصدير كلوريد السترونتيوم أكسالات البوتاسيوم فوسفات الكالسيوم كربونات الكالسيوم (SiO2-P2O5-Cao-Na2O) الزجاج النشط حيويا       |
| ختامات العاج اللاصقة                 | ورنيش الفلورايد حمض الأكساليك والراتنج الحشوات الزجاجية الاسمنتية المركب                                                                              |
| الليزر                               | (Nd:YAG)ليزر النيوديميوم: الألومنيوم الإيتريوم البجادي (GaAlAs) ليزر الغاليوم والألومنيوم والزرنيخ (Er:YAG)ليزر الإربيوم-الإيتريوم الألومنيوم البجادي |

### الوقاية
يمكن تجنب انحسار اللثة واهتراء عنق السن من خلال نظام غذائي صحي وممارسات نظافة الأسنان. باستخدام تقنية تنظيف الأسنان الغير مؤلمة (على سبيل المثال، تقنية موصى بها مثل تقنية «باس» المعدلة بدلا من تنظيف الأسنان واللثة العشوائي بحركة عنيفة حاكة) ستساعد على منع انحسار اللثة واهتراء الأسنان حول حافة عنق السن. ويجب استخدام معاجين الأسنان الغير كاشطة, وتنظيف الأسنان يجب أن لا يزيد عن مرتين باليوم لمدة دقيقتين كل مرة. يجب تجنب الاستخدام المفرط للظروف الحمضية حول الأسنان وذلك عن طريق الحد من استهلاك المأكولات والمشروبات الحمضية, والسعي للعلاج الطبي لأي مسبب لقلس / ارتداد حمض المعدة. الأهم من ذلك، لا ينبغي أن يتم تنظيف الأسنان بالفرشاة مباشرة بعد الأطعمة أو المشروبات الحمضية. واتباع نظام غذائي لا يعمل على التآكل يساعد أيضا على منع اهتراء الأسنان. تنظيف الأسنان بالخيط الطبي كل يوم يساعد أيضا على منع انحسار اللثة التي تسببها أمراض اللثة.

### العلاج المنزلي
وتشمل العلاجات المنزلية معاجين الأسنان المزيلة للتحسس أو معاجين الأسنان، وأملاح البوتاسيوم وغسول الفم والعلكة.
يتم تسويق مجموعة متنوعة من معاجين الأسنان لحساسية الأسنان المفرطة، بما في ذلك مركبات مثل كلوريد السترونتيوم، خلات السترونتيوم، أرجينين، كربونات الكالسيوم، هيدروكسيباتيت والصوديوم كالسيوم فوسفوسيلكيت. أيضا يتم تسويق العلكة المزيلة للتحسس وغسولات الفم.
معاجين الأسنان التي تحتوي على البوتاسيوم شائعة؛ ومع ذلك، فإن آلية التقليل من الحساسية المفرطة غير واضحة. وقد أثبتت البحوثات المدروسة على الحيوانات أن أيونات البوتاسيوم التي يتم وضعها في تجاويف الأسنان العميقة تسبب استقطاب الأعصاب وتمنع إعادة الاستقطاب. وهو من الأمر الغير معروف إذا ما كان هذا التأثير قد يحدث مع الزيادة الضئيلة الزائلة في أيونات البوتاسيوم، مرتين يومي، في اللعاب مع تنظيف الأسنان بمعجون أسنان يحتوي على البوتاسيوم قد يحدث. في الأفراد الذين يعانون من حساسية الأسنان المفرطة المرتبطة بسطوح الجذر المكشوفة، تنظيف الأسنان مرتين يوميا بمعجون أسنان يحتوي على 5% من نترات البوتاسيوم لمدة ستة إلى ثمانية أسابيع يقلل من الحساسية المذكورة للمؤثرات اللمسية، الحرارية والاندفاع الهوائي. مع ذلك، أفادت التحاليل التالية أن التقارير الذاتية لهؤلاء الأشخاص الذين يعانون من الحساسية لم تتغير بشكل ملحوظ بعد ستة إلى ثمانية أسابيع من استخدام معجون أسنان نترات البوتاسيوم.
وقد استخدمت معاجين الأسنان المقللة للحساسية المحتوية على نترات البوتاسيوم منذ 1980 بينما معاجين الأسنان المحتوية على كلوريد البوتاسيوم أو سيترات البوتاسيوم متاحة منذ عام 2000. ويعتقد أن أيونات البوتاسيوم تنشر على طول الأنابيب العاجية لتعطيل الأعصاب الداخل سنية. ومع ذلك، اعتبارا من عام 2000، هذا لم يتم تأكيده في أسنان الإنسان السليمة وتبقى آلية معاجين الأسنان المقللة للتحسس التي تحتوي على البوتاسيوم غامضة. منذ عام 2000، أظهرت العديد من التجارب أن معاجين الأسنان التي تحتوي على البوتاسيوم يمكن أن تكون فعالة في الحد من حساسية الأسنان المفرطة، على الرغم من أن المضمضة بعد تنظيف الأسنان قد يقلل من فعاليتها.
أوجدت الدراسات أن غسولات الفم التي تحتوي على أملاح البوتاسيوم والفلوريدات يمكن أن تقلل من حساسية الأسنان المفرطة. وجدت تجربة سريرية نشرت في عام 2018 نتائج واعدة في السيطرة والحد من فرط الحساسية عندما تم استخدام غسول البوتاسيوم potassium oxalate مع فرشاة الأسنان.
اعتبارا من عام 2006، لم تصدر أي دراسة خاضعة للرقابة على آثار العلكة التي تحتوي على كلوريد البوتاسيوم، وإن كان قد ذكر بأنها تخفض من حساسية الأسنان المفرطة إلى حد كبير.
تعتبر النانو هيدروكسيباتيت (النانو هاب) واحدة من أكثر المواد الملائمة حيويا والنشطة بيولوجيا، واكتسبت قبولا واسعا في طب الأسنان في السنوات الأخيرة. عددا متزايدا من التقارير أظهر بأن النانو هيدروكسيباتيت يشترك بالعديد من الصفات مع وحدة البناء الطبيعية للمينا التي لها الإمكانية على، نظرا لحجم جسيماتها، سد اللأنابيب العاجية المكشوفة مما يساعد على تقليل الحساسية المفرطة وتعزيز إعادة تمعدن الأسنان. لهذا السبب عدد معاجين الأسنان وغسولات الفم التي تضم بالفعل نانو هيدروكسيباتيت كعامل مزيل للتحسس آخذ في الازدياد.

### العلاج المكتبي
قد يكون معقدا أكثر بكثير، وقد تشمل على تطبيق المواد السنية المانعة للتسرب، والتي تتضمن الحشوات الموضوعة على الجذر المكشوف المسبب للحساسية، أو التوصية بارتداء الواقي الليلي أو المثبت المصنوعة خصيصا إذا كانت المشاكل هي نتيجة لصر الأسنان.
تشمل العلاجات الأخرى المحتملة على الفلوريدات التي تستخدم أيضا لأنها تقلل من نفاذية العاج في المختبر. أيضا، نترات البوتاسيوم يمكن أن تطبق موضعيا في محلول مائي أو هلام لاصق. وتستخدم منتجات أكسالات أيضا لأنها تقلل نفاذية العاج وتسد الأنابيب بشكل أكثر تلاؤما. ومع ذلك، في حين أظهرت بعض الدراسات أن الأوكسالات تقلل الحساسية، ذكر آخرون أن آثارها لم تختلف كثيرا عن الدواء الوهمي. في الوقت الحاضر، علاجات حساسية الأسنان المفرطة تستخدم المواد اللاصقة، والتي تشمل على الورنيش، العامل اللاصق ومواد الترميم لأن هذه المواد تقدم تحسين على إزالة الحساسية.
الليزرات منخفضة النتائج أيضا مقترحة لحساسية الأسنان المفرطة، المشتملة على ليزرات GaAlAs وليزرات.Nd:YAG ويعتقد أنها تعمل من خلال إنتاج خفض مؤقت في جهد الفعل في ألياف C في اللب، ولكن ألياف Aδ لا تتأثر.